# Jeffrey Dean Morgan
Jeffrey Dean Morgan (Seattle, 22 april 1966) is een Amerikaans acteur. Hij maakte in 1991 zijn film- en acteerdebuut als Sharkey in de thriller Uncaged. Sindsdien speelde hij in meer dan 25 andere bioscooptitels.
Behalve in films is Morgan te zien als wederkerende personage in verschillende televisieseries. Zijn omvangrijkste rol daarin was die als hartpatiënt Denny Duquette in de ziekenhuisserie Grey's Anatomy. In Weeds kwam zijn afbeelding daarnaast vaker voor dan hijzelf, omdat hij op foto's te zien is als de al voor aflevering één overleden echtgenoot van hoofdpersonage Nancy Botwin (Mary-Louise Parker). Morgan deed in 2016 zijn intrede in The Walking Dead, als Negan.
Naast vaste personages had Morgan eenmalige rolletjes in meer dan tien andere series, zoals Sliders, Walker, Texas Ranger, ER, The Practice, Angel, JAG, CSI: Crime Scene Investigation, Monk en The O.C..

## Filmografie

### Film
*Exclusief televisiefilms
| - Fall (2022) - The Unholy (2021) - The Postcard Killings (2020) - Rampage (2018) - Batman v Superman: Dawn of Justice (2016) - Heist (2015) - Solace (2015) - The Salvation (2014) - They Came Together (2014) - Red Dawn (2012) - The Possession (2012) - The Courier (2012) - Peace, Love, & Misunderstanding (2011) - Texas Killing Fields (2011) - The Resident (2011) - Jonah Hex (2010) - Shanghai (2010) - The Losers (2010) - Taking Woodstock (2009) - Under the Hood (2009) | - Watchmen (2009) - Days of Wrath (2008) - The Accidental Husband (2008) - P.S. I Love You (2007) - Fred Claus (2007) - Kabluey (2007) - Live! (2007) - Jam (2006) - Chasing Ghosts (2005) - Six: The Mark Unleashed (2004) - Dead & Breakfast (2004) - Road Kill (1999) - Legal Deceit (1997) - Dillinger and Capone (1995) - Undercover Heat (1995) - Uncaged (1991) |

### Televisieseries
*Exclusief eenmalige gastrollen
- The Walking Dead: Dead City - Negan (2023-heden)
- The Walking Dead - Negan (2016-2022)
- The Good Wife - Jason Crouse (2015-2016, negentien afleveringen)
- Extant - James Daniel 'JD' Richter (2015, dertien afleveringen)
- Magic City - Ike Evans (2012-2013, zestien afleveringen)
- Grey's Anatomy - Denny Duquette (2006-2009, 23 afleveringen)
- Supernatural - John Winchester (2005-2007, tien afleveringen)
- Weeds - Judah Botwin (2005, twee afleveringen)
- JAG - CIA-technicus Wally (1995-2002, drie afleveringen)
- The Burning Zone - Dokter Edward Marcase (1996-1997, elf afleveringen)
- Extreme - Jack Hawkins (1995, twee afleveringen)

## Privé
Morgan trouwde in 1998 met actrice Anya Longwell. Dit huwelijk eindigde in 2003 in een echtscheiding. Morgan trouwde in 2019 met actrice Hilarie Burton, met wie hij op dat moment al tien jaar een relatie had. De twee kregen in 2010 samen een zoon en in 2018 een dochter.
- Bibsys: 13054844
- Biblioteca Nacional de España: XX5200657
- Bibliothèque nationale de France: cb142086866 (data)
- Gemeinsame Normdatei: 141160691
- International Standard Name Identifier: 0000 0001 1480 7479
- Library of Congress Control Number: no2009122998
- Nationale Bibliotheek van Tsjechië: xx0200769
- Nationale bibliotheek van Australië: 45386169
- Nationale Bibliotheek van Israël: 987007426371605171
- Nederlandse Thesaurus van Auteursnamen: 354940872
- Système universitaire de documentation: 169718867
- Trove: 1471187
- Virtual International Authority File: 120128617
- WorldCat: E39PBJv8G8BfvMVKrgTTHMKw4q